# هشام ملحم
هشام ملحم هو صحافي لبناني يعمل كمراسل جريدتي النهار اللبنانية والقبس الكويتية وإذاعة مونت كارلو في واشنطن العاصمة. عمل سابقا كمدير مكتب قناة العربية في واشنطن العاصمة. اُشتهر بقيامه بأول حوار صحفي مع الرئيس الأمريكي باراك أوباما بصفته رئيسا وقد أجرى اللقاء لصالح قناة العربية.

## المسيرة المهنية
قدّم هشام ملحم لعدّة سنوات البرنامج السياسي الأسبوعي «عبر المحيط» في قناة العربية وقد تم إذاعة البرنامج انطلاقاً من مكتب العربية في واشنطن العاصمة.

## الجوائز
- المرتبة 48 ضمن قائمة «أقوى 100 شخصية عربية 2009»، أريبيان بزنس، 2009

## وصلات خارجية
- هشام ملحم في تشارلي روز